# John Elliott Pillsbury
Pour les articles homonymes, voir Pillsbury.
John Elliott Pillsbury, né le 15 décembre 1846 à Lowell (Massachusetts) et mort le 30 décembre 1919 à Washington, est un Rear admiral de l'United States Navy.
Il est célèbre pour ses études pionnières sur le Gulf Stream.

## Biographie
Né à Lowell dans le Massachusetts, Pillsbury devient Midshipman en 1862 puis enseigne en 1868. Après avoir servi sur diverses stations à flot et à terre, il commande le vapeur côtier Blake de 1884 à 1891 et effectue des travaux scientifiques remarqués, en utilisant certains de ses instruments de recherche de sa propre invention. Ainsi, en 1888, il réalise une prouesse nautique sans précédent en mouillant son navire par 3 000 m de profondeur et à rester à l'ancre avec des courants de 4 nœuds. Il réitère l'expérience à 39 reprises lors de son exploration du Gulf Stream jusqu'à des profondeurs de 4 000 m et par de forts vents
Pendant la guerre hispano-américaine, il commande le croiseur à dynamite Vesuvius, opérant autour de l'île de Cuba et à proximité du château de San Pedro de la Roca. En 1905, il sert comme chef d'état-major du North Atlantic Squadron et en 1908–1909, est le chef du Bureau of navigation. En 1908, il est le premier récipiendaire de la West Indies Campaign Medal.
Bien que les réalisations du Rear admiral Pillsbury en tant que marin et combattant aient été remarquables, il est surtout connu pour avoir été un spécialiste du Gulf Stream. Membre de la National Geographic Society pendant de nombreuses années, il est président de la société au moment de sa mort. Il est enterré au cimetière national d'Arlington. Sa femme Florence a été inhumée avec lui en 1925.

## Galerie

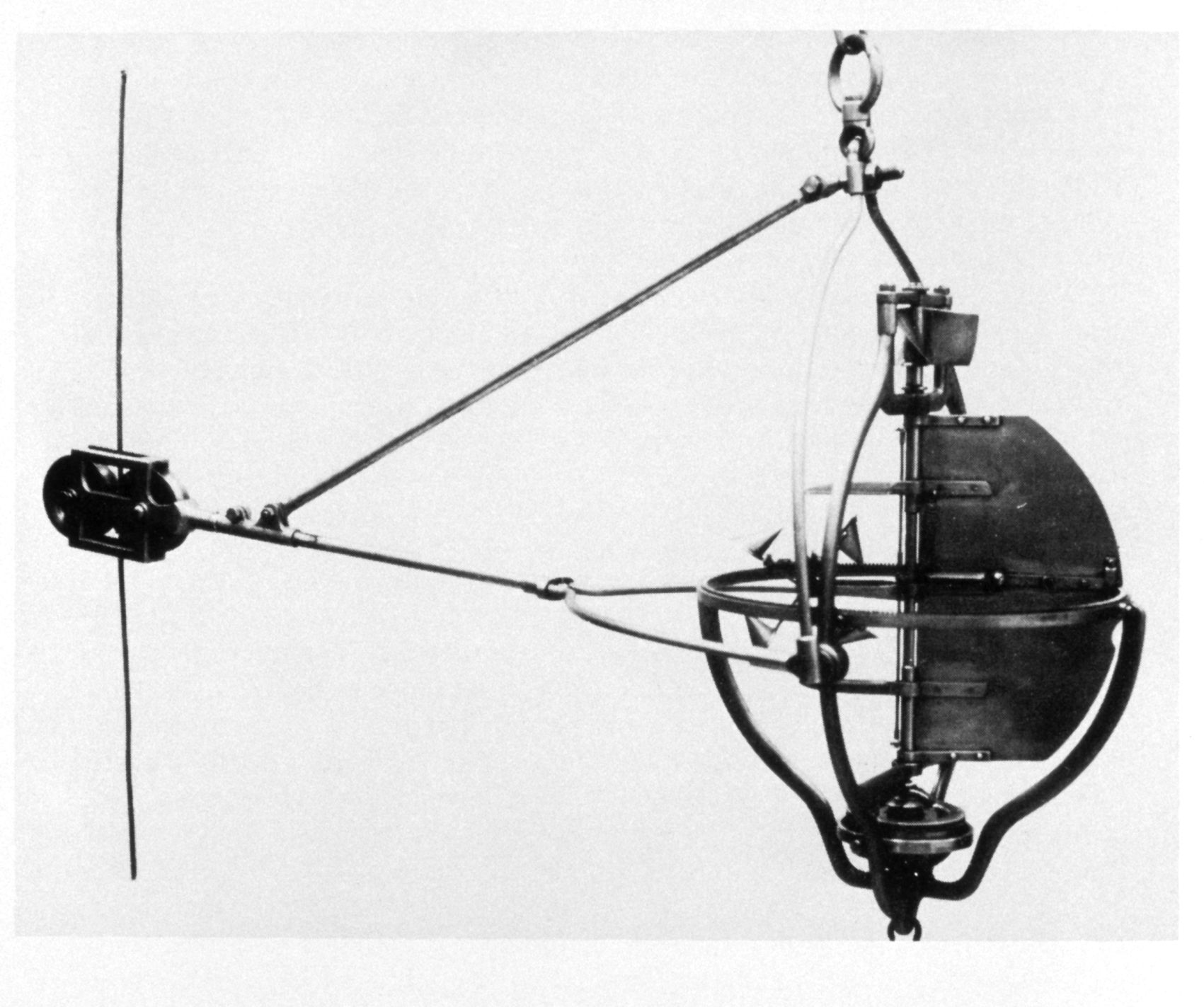
Le Pillsbury Current Meter, conçu en 1876 par Pillsbury et utilisé dans une étude du Gulf Stream. En 1885, cet instrument a été utilisé dans le détroit de Floride à une profondeur de 640 mètres.
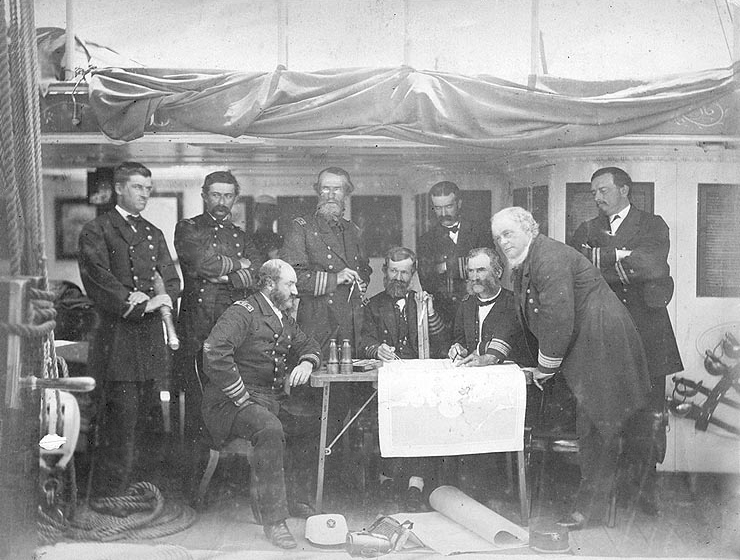
Une photographie d'officiers de la marine américaine tenant un conseil de guerre à bord du vaisseau amiral de l'Asiatic Squadron sur la frégate à vapeur USS Colorado, au large de la Corée en juin 1871 avant l'expédition de Corée. Pillsbury, photographié en maître, se tient à gauche.

## Hommages
- Deux navires de l'U.S. Navy ont été nommés USS Pillsbury (en) en son honneur.
- Pillsbury Sound, le plan d'eau des îles Vierges américaines entre Saint Thomas, Saint John et les cayes qui délimitent la côte nord, porte son nom[4].